# Дуилет
Дуилет или грека (фр. douillette или итал. greca) — длинное, двубортное, свободно свисающее пальто, который носят все клирики поверх сутаны и дзимарры. Дуилет более длинный чем сутана, чтобы полностью её закрывать от ветра и дождя.
У папы дуилет белого цвета, у всех остальных клириков чёрного цвета. У чёрного дуилета имеется или простой или бархатный воротник. Дуилет обычно носится вместо манто, священнического плаща, который длиннее лодыжки, с или без наплечной накидки, который носится поверх сутаны.
Дуилет пришёл в Римскую Церковь с Востока через Францию. До 1812 года дуилет был гражданской одеждой, затем был приспособлен для ношения духовенством и с тех пор мало изменился.
По-итальянски дуилет называется "greca", итальянское слово, которое переводится как "греческий", поскольку дуилет напоминал римскому духовенству длинное чёрное пальто, носимое восточными священниками.